# Gorytes foveolatus dichrous
Gorytes foveolatus dichrous é uma subespécie de insetos himenópteros, mais especificamente de vespas pertencente à família Crabronidae.
A autoridade científica da subespécie é Mercet, tendo sido descrita no ano de 1906.
Trata-se de uma subespécie presente no território português.